# 169834 Hujie
169834 Hujie è un asteroide della fascia principale. Scoperto nel 2002, presenta un'orbita caratterizzata da un semiasse maggiore pari a 2,6915196 UA e da un'eccentricità di 0,0525370, inclinata di 4,36685° rispetto all'eclittica.